# NGC 1699
NGC 1699 es una galaxia espiral (Sb) localizada en la dirección de la constelación de Eridanus. Posee una declinación de -04° 45' 26" y una ascensión recta de 4 horas, 56 minutos y 59,5 segundos.
La galaxia NGC 1699 fue descubierta el 13 de febrero de 1860 por William Parsons.